# Cittadini per lo Sviluppo Europeo della Bulgaria
Cittadini per lo Sviluppo Europeo della Bulgaria (in bulgaro: Граждани за европейско развитие на България - ГЕРБ; trasl. Graždani za evropejsko razvitie na Bălgarija - GERB) è un partito politico bulgaro di orientamento conservatore e liberale fondato nel 2006.
Guidato da Bojko Borisov, già sindaco di Sofia e deputato del Movimento Nazionale Simeone II, è membro del Partito Popolare Europeo.

## Storia
Il partito si presenta per la prima volta alle elezioni europee del 2007, in cui ottiene il 21,7% dei voti attestandosi come la prima forza politica del Paese: supera dunque la Piattaforma dei Socialisti Europei, formata, tra gli altri, dal Partito Socialista Bulgaro, e il Movimento per i Diritti e le Libertà.
Alle elezioni parlamentari del 2009 il GERB ottenne il 39,7% dei voti e 116 seggi su 240. Borisov divenne primo ministro a guida di un governo composto unicamente da esponenti di GERB. Alle elezioni europee dello stesso anno, GERB calò al 24,3%, ma incrementò i voti rispetto alle europee precedenti e si confermò primo partito. Nel settembre 2011 le esponenti di GERB Rosen Plevneliev e Margarita Popova vinsero le elezioni rispettivamente come Presidente e Vicepresidente della Bulgaria. Nel febbraio 2013 le proteste di piazza per la crisi economica spinsero Borisov a dare le dimissioni anticipatamente; le nuove elezioni erano infatti previste per il luglio dello stesso anno.
Alle elezioni parlamentari del 2013, GERB si confermò prima forza politica del Paese, ma calò al 30,5% ed ottenne 97 seggi (- 19). I conservatori, non potendo contare su un'ampia maggioranza, si rifiutarono di formare il nuovo governo e si ritrovarono così all'opposizione del governo guidato da Plamen Orešarski, sostenuto dai socialisti e dai turco-liberali, che potevano contare su 120 seggi su 240. La formazione del nuovo governo, però, non fermò le proteste di piazza.
Le elezioni parlamentari del 2014 sono state anticipate in quanto il governo di coalizione guidato dal socialista Sergej Stanišev si è dimesso dopo un cattivo risultato alle Europee dello stesso anno. La tornata elettorale è stata vinta da Borisov con 1.072.491 voti, che gli hanno valso il 32,67% delle preferenze e 84 seggi sui 240 totali. Il nuovo governo di centro-destra venne formato dal GERB, dal Blocco Riformista e dal Fronte Patriottico.
Nel 2017 si tennero di nuovo delle elezioni anticipate: Borisov si dimise a causa della disfatta della sua candidata, Cecka Cačeva alle Presidenziali del 2016. Nel periodo di transizione si insediò il governo dell'indipendente Ognjan Gerdžikov, che traghettò il Paese fino alle successive elezioni. Alle urne prevalse nuovamente il GERB, che formò un nuovo esecutivo con i Patrioti Uniti. La formazione di governo occupava il 50,8% dei seggi, soglia limite della maggioranza. L'esecutivo godeva però dell'appoggio esterno dei nazionalisti di Volontà, che garantivano la tenuta della coalizione.
In aprile, luglio e novembre del 2021 in Bulgaria si tengono tre elezioni parlamentari consecutive, in cui GERB (in coalizione con SDS) subisce un forte calo dei consensi che dopo 10 anni lo estromette dal governo.
Torna al governo in coalizione con PP-DB nel giugno 2023. Le due formazioni costituirono il Governo Denkov, che durò solamente fino al marzo 2024, a causa di incomprensioni con gli alleati sulla programmata rotazione del primo ministro, che non avvenne;
Nel 2025, a seguito delle elezioni dell'ottobre precedente, costituisce assieme a BSP e ITN il Governo Zhelyazkov.

## Risultati elettorali
| Elezione                 | Voti      | %      | Seggi     | Posizione               |
| ------------------------ | --------- | ------ | --------- | ----------------------- |
| Europee 2007             | 420.001   | 21,68  | 5 / 18    | -                       |
| Europee 2009             | 627.693   | 24,36  | 5 / 17    | -                       |
| Parlamentari 2009        | 1.678.641 | 39,72  | 116 / 240 | Maggioranza             |
| Parlamentari 2013        | 1.081.605 | 30,55  | 97 / 240  | Opposizione Maggioranza |
| Europee 2014             | 680.838   | 30,40  | 6 / 17    | -                       |
| Parlamentari 2014        | 1.072.491 | 32,67  | 84 / 240  | Maggioranza Opposizione |
| Parlamentari 2017        | 1.147.292 | 33,54  | 95 / 240  | Maggioranza             |
| Europee 2019             | 607.194   | 30,13  | 6 / 17    | -                       |
| Parlamentari 2021 (Apr.) | 837.671   | 26,18  | 73 / 240  | -                       |
| Parlamentari 2021 (Lug.) | 642.165   | 23,51  | 63 / 240  | -                       |
| Parlamentari 2021 (Nov.) | 596.456   | 22,44  | 56 / 240  | Opposizione             |
| Parlamentari 2022        | 634 649   | 24,48  | 67 / 240  | Maggioranza             |
| Parlamentari 2023        | 669.361   | 26,51% | 69 / 240  | Maggioranza             |
| Europee 2024             | 474.059   | 23,55% | 4 / 17    |                         |
| Parlamentari 2024 (Giu.) | 530.658   | 24,71% | 68 / 240  |                         |
| Parlamentari 2024 (Ott.) | 642 521   | 26,38% | 66 / 240  | Maggioranza             |
| 1.                       |           |        |           |                         |

| Elezione           | Elezione | Candidato          | Voti      | %     | Esito                |
| ------------------ | -------- | ------------------ | --------- | ----- | -------------------- |
| Presidenziali 2011 | I turno  | Rosen Plevneliev   | 1.349.380 | 40,11 | ✔️ Eletta/o          |
| Presidenziali 2011 | II turno | Rosen Plevneliev   | 1.698.136 | 52,58 | ✔️ Eletta/o          |
| Presidenziali 2016 | I turno  | Cecka Cačeva       | 840.635   | 21,96 | ❌ Non eletta/o (2º) |
| Presidenziali 2016 | II turno | Cecka Cačeva       | 1.256.485 | 36,16 | ❌ Non eletta/o (2º) |
| Presidenziali 2021 | I turno  | Anastas Gerdzhikov | 610.710   | 22,82 | ❌ Non eletta/o (2º) |
| Presidenziali 2021 | II turno | Anastas Gerdzhikov | 733.791   | 33,28 | ❌ Non eletta/o (2º) |